# Gravatal
Gravatal est une ville brésilienne du sud de l'État de Santa Catarina.

## Géographie
Gravatal se situe à une latitude de 28° 19′ 51″ sud et à une longitude de 49° 02′ 06″ ouest. Son altitude est de 30 mètres.
Sa population était de 10 636 habitants au recensement de 2010. La municipalité s'étend sur 168 km2.
Elle fait partie de la microrégion de Tubarão, dans la mésorégion Sud de Santa Catarina.

## Villes voisines
Gravatal est voisine des municipalités (municípios) suivantes :
- São Ludgero
- Braço do Norte
- Armazém
- Imaruí
- Laguna
- Capivari de Baixo
- Tubarão